# Andrew Lee
Andrew Lee (앤드류 이/앤드루 이) là một doanh nhân, nhà phát triển phần mềm và nhà văn người Mỹ. Ông là người sáng lập dịch vụ VPN Private Internet Access, bắt đầu từ năm 2010.
Vào ngày 06 tháng 10 năm 2018, Yi Seok, con trai của thái tử Yi Kang (con trai thứ năm của hoàng đế Gojong), đã đề cử ông làm "thái tử" Hàn Quốc, tuyên bố rằng ông là hậu duệ của nhà Triều Tiên và người cầm quyền hoàng gia. Sau khi được đề cử làm thái tử, ông đã công bố kế hoạch thành lập một quỹ đầu tư cho các doanh nhân Hàn Quốc và thành lập một trường học lập trình miễn phí ở Hàn Quốc.
Ông cũng đồng sáng lập Mt. Gox Live được mua lại bởi Mt. Gox, sau đó là sàn giao dịch bitcoin hàng đầu thế giới và đã xây dựng ứng dụng di động chính thức của họ. Mt. Gox đóng cửa vào năm 2014.